# 주제 하무스오르타
주제 마누엘 하무스오르타(포르투갈어: José Manuel Ramos-Horta,  [ʒu'zɛ 'ʁɐmuz 'oɾtɐ]), GCL, 1949년 12월 26일 ~ )는 동티모르의 정치인이며 동티모르의 제2,5대 대통령이다. 1996년 카를루스 필리프 시메느스 벨루와 함께 노벨 평화상을 수상했다.

## 소개
동티모르 독립혁명전선(FRETILIN)의 발기인이자 회원이었으며, 인도네시아가 동티모르를 점령하던 1975년부터 1999년까지 동티모르 저항운동 대변인이었다. 1988년에 탈퇴했으며, 현재는 티모르 재건국민회의(CNRT) 소속 정치인이다.
2002년 동티모르가 독립하고 나서 하무스 오르타는 초대 외무장관이 되고, 2006년 7월 25일 사임했다. 그 다음날, 당시 총리였던 마리 알카티리의 사임 후에 대통령 샤나나 구즈망이 그를 총리로 임명한다. 2006년 7월 10일부터 2007년 5월 19일까지 동티모르의 제2대 총리로 역임했다.
2007년 동티모르 대통령선거에서 당시 동티모르 독립혁명전선(FRETILIN) 소속의 프란시스쿠 구테흐스 후보를 꺾고 당선되었다. 2008년 2월 11일 반군의 알프레도 레이나도 소령에 의해 암살 기도가 있었으며, 레이나도 소령은 그자리에서 사살되었다. 2012년 동티모르 대통령선거에서 3위로 낙선하였으며, 2012년 5월 20일 퇴임했다.
2022년 동티모르 대통령선거에서 당시 동티모르 독립혁명전선(FRETILIN) 소속의 프란시스쿠 구테흐스 대통령을 꺾고 재선에 성공하여 10년 만에 동티모르의 대통령으로 정식으로 복귀하였다.

## 역대 선거 결과
| 선거명      | 직책명            | 대수 | 정당                | 1차 득표율 | 1차 득표수 | 2차 득표율 | 2차 득표수 | 결과 | 당락 |
| ----------- | ----------------- | ---- | ------------------- | ---------- | ---------- | ---------- | ---------- | ---- | ---- |
| 2007년 대선 | 동티모르의 대통령 | 2대  | 무소속              | 21.81%     | 88,102표   | 69.18%     | 285,835표  | 1위  |      |
| 2012년 대선 | 동티모르의 대통령 | 3대  | 무소속              | 17.48%     | 81,231표   |            |            | 3위  | 낙선 |
| 2022년 대선 | 동티모르의 대통령 | 5대  | 티모르 재건국민회의 | 46.56%     | 303,477표  | 62.10%     | 398,028표  | 1위  |      |